# QQOQCCP
Cinq W

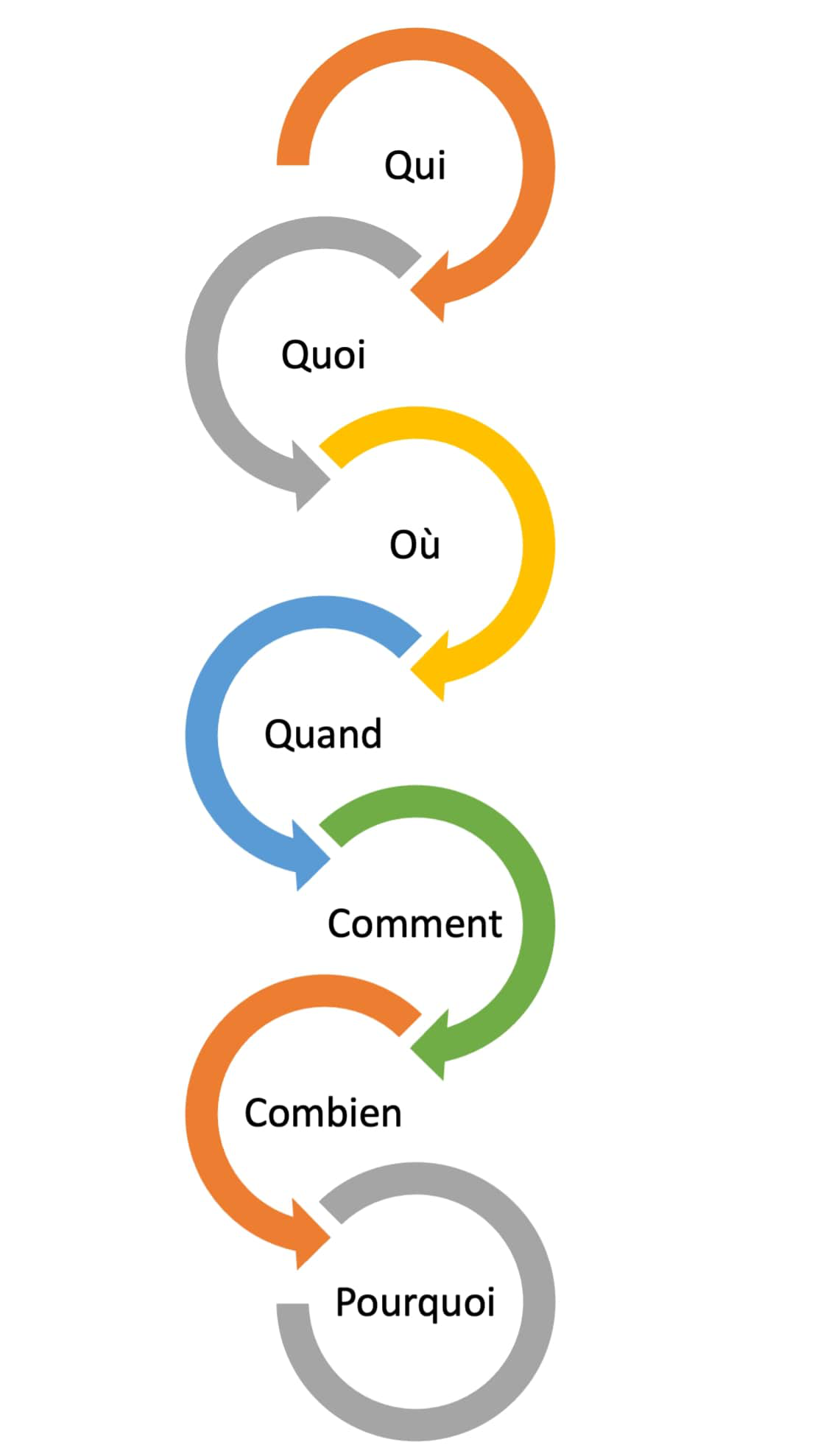
Illustration du QQOQCCP en français.

QQOQCCP (pour « Qui ? Quoi ? Où ? Quand ? Comment ? Combien ? Pourquoi ? ») est un sigle résumant une méthode empirique de questionnement d'origine aristotélicienne. Sa simplicité, son caractère logique et systématique en font un cadre descriptif d'analyse classique.
Ce concept est notamment utilisé en journalisme. En anglais, cette méthode est abrégée en Five W's (« cinq W », pour « Who, What, Where, When, Why ? », ou « who did what, where, when, and why » c'est-à-dire : « qui a fait quoi, où, quand et pourquoi ? »).
Les cinq W sont particulièrement utilisés en agence de presse, qui exige que les réponses aux cinq questions soient données dès le début de la dépêche, ce qui permet un découpage de l'information par priorité.
Cette méthode est également utilisée de façon courante dans l'éducation pour l'étude de documents, ainsi qu'en gestion de la qualité, comme première étape d'une analyse de cause racine de problèmes.

## Origine et histoire

### Chez Aristote et les scolastiques
Le sigle a pour origine un moyen mnémotechnique latin (« Quis, Quid, Ubi, Quibus auxiliis, Cur, Quomodo, Quando ») utilisé par les savants scolastiques pour la mémorisation des particularités d'un acte telles que définies par Aristote,. Ces particularités de l'acte permettant de qualifier la responsabilité morale de son auteur.
Plusieurs autres utilisations ont ensuite assuré la persistance de l'expression jusqu'à aujourd'hui :
- les « circonstances » définies par le rhéteur grec Hermagoras de Temnos : Quis, quid, quando, ubi, cur, quem ad modum, quibus adminiculis[7]. Ces « circonstances » sont parfois faussement dénommées « hexamètre de Quintilien » ou  attribuées à Cicéron.
- Boèce introduit l'usage des « circonstances » dans l'instruction criminelle : quel est le coupable ? quel est le crime ? où l'a-t-on commis ? par quels moyens ou avec quels complices ? pourquoi ? de quelle manière ? à quel moment[7] ?

### Redécouverte et utilisation par le journalisme
Les cinq W sont assimilés aux « règles fondamentales du reportage », à partir du « journalisme américain du XXe siècle ». Elle est mise en évidence pour témoigner de l'apparition d'un style journalistique bien différent du style littéraire, à une époque où la professionnalisation des journalistes s'accentue.
La règle des « Cinq w du journalisme » était en particulier exigée par Roy W. Howard, rédacteur en chef et président, de 1912 à 1923, de l'United Press, la seconde agence de presse américaine et mondiale.
En 1917, cette méthode d'écriture, consistant à inclure les cinq W dans le premier paragraphe d'une dépêche, est enseignée dans les plus prestigieuses écoles de journalisme
.
La méthode des cinq W oblige le journaliste à une hiérarchisation de l'information sous la forme de la description d'un événement. Elle le contraint à faire un choix. Elle peut se révéler réductrice dans les cas d'une réalité plus diffuse ou plus complexe. Il est dans ce cas prévu d'apporter des développements dans les paragraphes suivants. Le cinquième W, qui répond à la question « pourquoi », s'inscrit à la charnière du récit de l'événement lui-même et des éléments de contexte qui suivent. Cette charnière permet d'expliquer, de comprendre, et de savoir en quoi cet événement modifie la donne, apporte quelque chose de nouveau. Lorsque l'événement est d'une importance relative, une dépêche d'agence de presse doit pouvoir être coupée après le 1er paragraphe, pour faire l'objet d'une « brève » de quelques lignes dans un journal quotidien ou un journal radio.
Les cinq W sont à l'origine du nom de Revista 5W (ca), une revue d'actualité internationale publiée en espagnol à Barcelone (Catalogne, Espagne).

### Redécouverte et utilisation en communication et conduite de projet
Le modèle est simplifié et adapté à une approche fonctionnaliste de la communication par Harold Dwight Lasswell dans les années 1930 où les 5W signifie « Who says What to Whom in Which channel with What effect » soit « Qui (dit) quoi (à) qui (par) quel moyen (avec) quel effet ». Il s'apparente à un modèle « propagandiste » ou « publicitaire ».
Ce questionnement est sous-jacent dans les modèles de conduite de projet de W. Edwards Deming à partir des années 1950. Toutefois la méthodologie projet de ce dernier étant circulaire, il convient d'associer les QQOQCCP et les approches de Deming avec prudence.

## Utilisation de la méthode
Toute démarche d'analyse implique en effet une phase préalable de « questionnement systématique et exhaustif » dont la qualité conditionne celle de l'analyse proprement dite, en vue de collecter les données nécessaires et suffisantes pour dresser l'état des lieux et rendre compte d'une situation, d'un problème, d'un processus.
Faire le tour d'une question conduit à se poser et à répondre à de nombreuses questions — de 5 à 10  suivant les auteurs —, telles que :
« Que fait-on ? Avec quoi le fait-on ? Qui est concerné ? Qui le fait ? Et pourquoi cette personne ? Où le fait-on ? Quand le fait-on ? Avec quelle quantité ? Combien ça coûte ? Comment le fait-on ? Pourquoi ? Pourquoi y a-t-il ce problème ? Pourquoi agit-on ainsi ? Pourquoi est-ce important ? Pourquoi est-ce situé ici ou là ? », etc.

### Présentation sous forme de liste
D'où l'idée de résumer et d'ordonner ce questionnement – au premier abord désordonné parce que foisonnant en tous sens – en une liste méthodique et mnémotechnique :
| Lettre | Question   | Sous-questions                                              | Exemples                                                                          |
| ------ | ---------- | ----------------------------------------------------------- | --------------------------------------------------------------------------------- |
| Q      | Qui ?      | De qui, Avec qui, Pour le compte de qui…                    | Responsable, acteur, sujet, cible…                                                |
| Q      | Quoi ?     | Quoi, Avec quoi, en relation avec quoi…                     | Outil, objet, résultat, objectif…                                                 |
| O      | Où ?       | Où, par où, vers où…                                        | Lieu, service…                                                                    |
| Q      | Quand ?    | À partir de quand, jusqu'à quand, dans quel délai…          | Dates, périodicité, durée…                                                        |
| C      | Comment ?  | De quelle façon, dans quelles conditions, par quel procédé… | Procédure, technique, action, moyens matériel…                                    |
| C      | Combien ?  | Dans quelle mesure, valeurs en cause, à quelle dose…        | Quantités, budget…                                                                |
| P      | Pourquoi ? | Cause, facteur déclenchant                                  | Justification par les causes qui ont amené à… (la « raison » d'être, la croyance) |

## Exemples d'application
La méthode est utilisée dans un grand nombre de domaines :
- Dans le cadre des activités de prospection des clients : avant de proposer des produits ou services, il s'agit de « découvrir » et de comprendre l'activité, le besoin du client. L'analyse QQOQCCP peut ainsi être appliquée aussi bien à la cible visée qu'à ses concurrents (et si cela est possible, présenter les résultats sous forme comparative comme dans un benchmarking) ;

- En gestion de la qualité, en qualité totale (en anglais, TQM, Total Quality Management) : combinée avec les étapes de la roue de Deming, (méthode PDCA, Plan, Do, Check, Act) elle contribue à préparer un plan de qualité… qualitatif ; elle permet aussi de débuter l'analyse de cause racine d'un problème ;
- En animation de réunion : ainsi, au début d'une session de formation la méthode peut servir de plan d'exposé pour la phase d'accueil. L'accueil doit en effet répondre aux interrogations des participants : qui est qui ? qu'allons nous faire ? où sommes nous ? quel est l'horaire prévu ?, etc.
- En créativité.